# Nieból (singel)
Nieból – singel tarnowskiego zespołu Totentanz, promujący album Nieból, wydany w 2008 roku nakładem wydawnictwa Mystic Production.

## Lista utworów
1. "Zagubieni" – 5:16
2. "Tylko krzyk" – 3:58

## Materiały dodatkowe
- biografia i galeria zespołu
- teledysk "Poza wszystkim"
- teledysk "Całkiem sam"

## Twórcy
- Rafał Huszno – gitara, wokal
- Erik Bobella – gitara basowa
- Adrian Bogacz – gitara
- Sebastian Mnich – perkusja
- gościnnie: Paulina Maślanka z zespołu Delight - wokal